# 유청 치즈
유청 치즈(乳淸+cheese)는 유청으로 만든 유제품이다. 치즈를 만들고 남은 유청에는 락토스(젖당) 및 락트알부민(유청단백질) 대부분을 비롯한 유고형분 절반 이상이 남아 있다. 유청을 버리지 않고 유청 치즈를 만들면 이를 활용할 수 있다. 유청 치즈는 치즈로 여겨지기도 하지만, 국제 식품 규격 등에서는 치즈로 분류되지 않는다.

## 종류
유청치즈는 크게 두 종류로 나눌 수 있다.
- 알부민 치즈는 유청 속 알부민을 열과 산으로 응고시켜 만든다. 리코타, 미지트라 등이 대표적이다.
- 브루노스트 류는 유청에 열을 가해 젖당을 캐러멜화해 만든다.